# مالیبو (ترانه مایلی سایرس)
«مالیبو» (به انگلیسی: Malibu) تک‌آهنگی از هنرمند اهل ایالات متحده آمریکا مایلی سایرس است.
این تک‌آهنگ در چارت‌های لیتوانی و مکزیک در رتبه اول و در چارت‌های کانادا، اسکاتلند، نروژ، اسپانیا، استرالیا، نیوزلند، اتریش جزو ده ترانه اول قرار گرفت.